# شهرداری ابن زیاد
شهرداری ابن زیاد (به عربی: بلدية ابن زياد) یک شهرداری در الجزایر است که در استان قسنطینه واقع شده‌است. شهرداری ابن زیاد ۱۵٬۵۱۴ نفر جمعیت دارد.